# Embalse de San Clemente
El embalse de San Clemente se encuentra situado en el norte de la provincia de Granada, comunidad autónoma de Andalucía, España, sobre el cauce del río Guardal. Está íntegramente en el término municipal de Huéscar.

## Características
Con una superficie de 622 ha se encuentra situado en el municipio de Huéscar. Su capacidad es de 117,3 hm³, siendo empleada mayoritariamente para riego  (88 hm³). La presa es de materiales sueltos, con núcleo de arcilla, de planta recta y cuenta con aliviadero con perfil Creager de 206 m de longitud de canal de desagüe. Sus tres vanos de 8 m de ancho por 3 m de alto regulados por compuertas tipo Tainter permiten desaguar un caudal máximo de 830 m³/s.

## Entorno
El paisaje de la cuenca de este embalse se caracteriza por su variedad de relieves, altiplano y zonas de montaña no muy abruptas. Destacan lugares como el Cerro de las Tejas, La Retamosa, Loma de la Sabina, etc. 
En las cercanías del embalse se encuentran zonas habitadas como la pedanía del Canal de San Clemente (Huéscar) y elementos culturales tales como Canal de Carlos III, Presa de La Reina, Puente de las Ánimas, Los Pilares (restos de un antiguo acueducto). También existen zonas naturales como La Sagra y las populares mariantonias, sequoyas al pie de La Sagra. 
El embalse de San Clemente, comúnmente llamado "Pantano de San Clemente", fue la obra hidráulica más importante realizada dentro del término municipal de Huéscar (Granada); su construcción fue finalizada en el año 1990. Por su parte, el embalse puede llegar a tener una capacidad de 120 hectómetros cúbicos que recoge las aguas, principalmente, del río Guardal; siendo su presa de 92 metros de altura. 

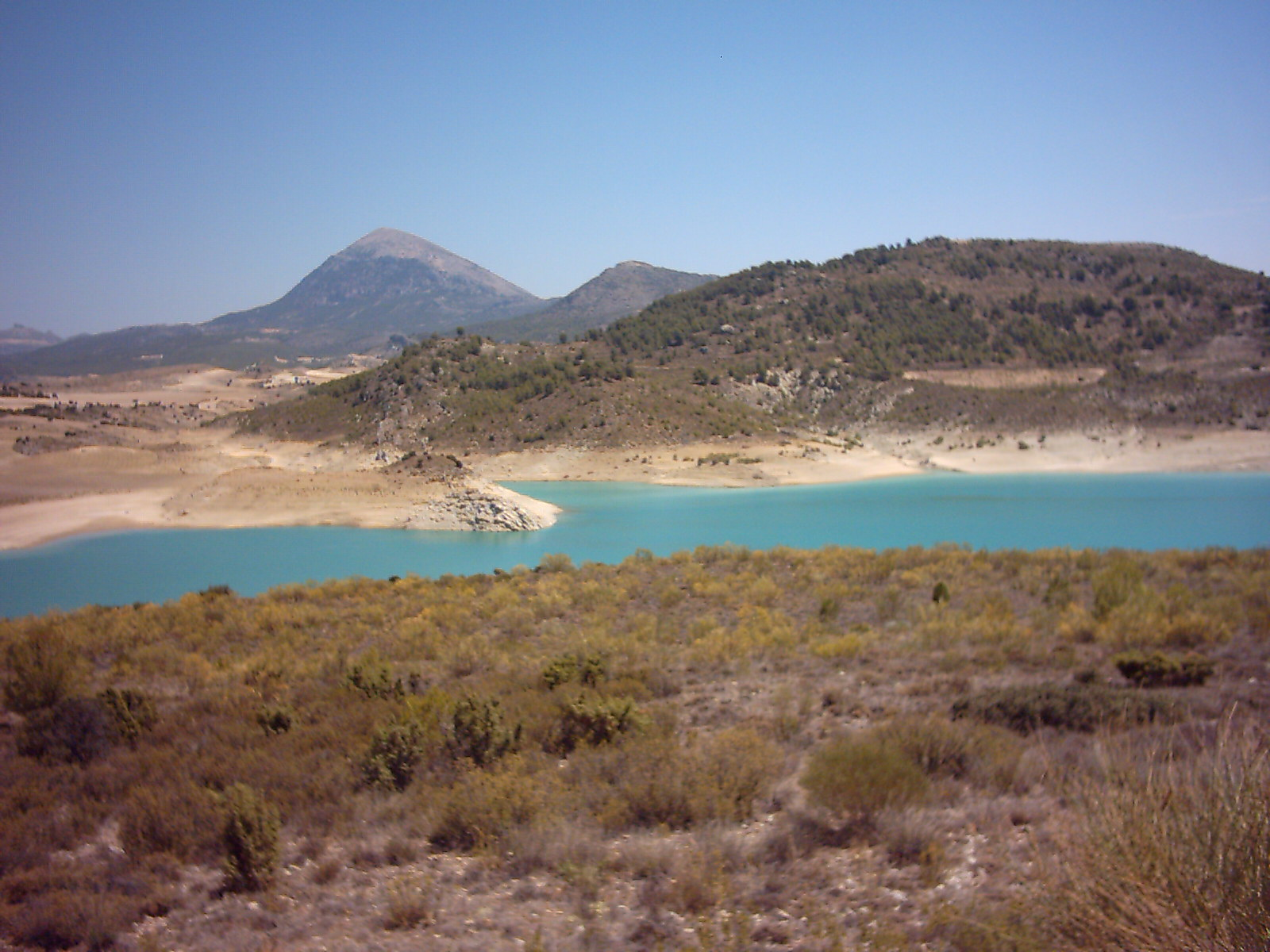
El embalse de San Clemente desde el camino del nacimiento del Guardal.

La construcción del embalse supuso la inundación del núcleo urbano de San Clemente, el cual estaba constituido por 680 habitantes (aproximadamente), y la pequeña vega existente a lo largo del río Guardal. De este "pantano" parte un canal de riego que pasando por el norte de la ciudad de Huéscar que llega hasta los límites del término municipal de Orce. 
Su construcción, por tanto supuso, además de la desaparición de la pedanía, el traslado de sus habitantes al llamado Barrio Nuevo de San Clemente, situado junto al Polígono Industrial La Encantada, en la llanura superior que hay sobre la zona norte de Barrionuevo y a una distancia de algo más de 1 km de la ciudad, en dirección a Puebla de Don Fadrique.
En la actualidad el principal uso del embalse es recreativo (pesca, baño y navegación), además existen zonas habilitadas en el embalse y sus alrededores para practicar deportes como piragüismo, bicicleta de montaña y senderismo. Por su parte, el agua desembalsada se emplea para el regadío.
Según WWF, se trata de una gran presa que embalsa muy poca agua por problemas geológicos. La media de agua embalsada durante los últimos 8 años es de 11 hm³, es decir, menos del 10% de su capacidad a pesar de que los embalses cercanos sí han mantenido volúmenes razonables durante este período (embalse del Negratín: 66%; El Portillo: 77% y en los últimos 4 años no ha bajado del 84%). Aparentemente la causa estriba en las características geológicas del vaso inundable, en el que se producen fenómenos de infiltración del agua. Este embalse se construyó para recibir el agua de un trasvase procedente de la parte alta del río Castril, aunque finalmente no llegó a realizarse debido a las presiones de grupos conservacionistas y de los habitantes de la zona.
La presa provoca los clásicos impactos de un obstáculo transversal: altera el régimen térmico y de caudales aguas abajo, crea un ambiente de aguas lentas (el embalse) en el que proliferan las especies introducidas en competencia con los ciprínidos autóctonos y supone una barrera para el paso en ambas direcciones de la fauna piscícola. Por otro lado, aguas abajo del embalse existía hasta 1996 una población de cangrejo de río autóctono (Austropotamobius italicus o pallipes) un artrópodo actualmente en regresión y muy amenazado (incluido en los anexos II y V de la Directiva 92/43/ CEE, en el anexo II de la Directiva 97/62/CEE y en el anexo II del R.D. 1997/1995). La regresión del cangrejo de río en nuestro país se debe principalmente a varias enfermedades, como la afanomicosis o la saprolegniasis. No obstante, la desaparición de la población del río Guardal no ha podido ser atribuida a ninguna enfermedad y coincidió con una inusual suelta masiva de agua desde el embalse de San Clemente a lo largo de todo el verano de 1996, debido a unas reparaciones de la estructura de la presa. Esto debió producir un estrés ambiental al mermar considerablemente el hábitat disponible a causa de la elevada velocidad de la corriente y la erosión de taludes (Gil Sánchez,1999) .